# プロチヴェツ - ボホフ線
プロチヴェツ - ボホフ線（チェコ語: Železniční trať Protivec–Bochov）は、チェコ国鉄の鉄道線の名称である。
年に1往復のみ列車が運行する。

## 運行形態[1]
2018年度は、ルジナー - プロチヴェツ - ボホフ間に年1往復のみの運行。プロチヴェツ以東は161号線に直通する。
なお、2017年のチェコ鉄道公式時刻表には記載されていない。

## 駅一覧
以下では、プロチヴェツ - ボホフ線の駅と営業キロ、停車列車、接続路線などを一覧表で示す。
| 路線名 | 駅名                         | 駅間営業キロ | 累計営業キロ | 接続路線                                  | 所在地               | 所在地               |
| ------ | ---------------------------- | ------------ | ------------ | ----------------------------------------- | -------------------- | -------------------- |
| 161    | プロチヴェツ駅               | -            | 0.0          | 161号線（ラコヴニーク方面、ベチョフ方面） | カルロヴィ・ヴァリ州 | カルロヴィ・ヴァリ郡 |
| 161    | ジルチツェ停留所（休止中）   |              | (3.8)        |                                           | カルロヴィ・ヴァリ州 | カルロヴィ・ヴァリ郡 |
| 161    | ブドフ駅（休止中）           |              | (7.8)        |                                           | カルロヴィ・ヴァリ州 | カルロヴィ・ヴァリ郡 |
| 161    | ヴァハネチ駅（休止中）       |              | (9.0)        |                                           | カルロヴィ・ヴァリ州 | カルロヴィ・ヴァリ郡 |
| 161    | フルジヴィーノフ駅（休止中） |              | (10.7)       |                                           | カルロヴィ・ヴァリ州 | カルロヴィ・ヴァリ郡 |
| 161    | チェシェチツェ駅（休止中）   |              | (13.3)       |                                           | カルロヴィ・ヴァリ州 | カルロヴィ・ヴァリ郡 |
| 161    | ボホフ駅                     | 16.6         | 16.6         |                                           | カルロヴィ・ヴァリ州 | カルロヴィ・ヴァリ郡 |